# Église Sainte-Sophie de Mistra
L'église Sainte-Sophie (Aghia Sophia, en grec Αγία Σοφία) est une église de la ville haute de Mistra en Laconie dans le Péloponnèse en Grèce. 

## Histoire
Cette église a été construite au milieu du XIVe siècle par Manuel Cantacuzène, premier despote de Morée. Sa consécration en 1365 est attestée par un décret monastique.
En 1429, l'église a abrité la sépulture de Théodora Tocco, épouse de Constantin XI Paléologue. 
Les chapelles ont été ajoutées à l'édifice.
L'église a été utilisée comme mosquée pendant l'occupation ottomane.
Elle a été restaurée par l'architecte Anastássios Orlándos, qui a reconstruit la colonnade du narthex et le dôme.

## Description
L'église possède un clocher de style occidental à trois étages à l'origine, il n'en reste que deux.
Elle est organisée en plan à croix grecque. Un narthex à colonne abrite l'entrée sur la façade nord.

## Quelques vues de l'église

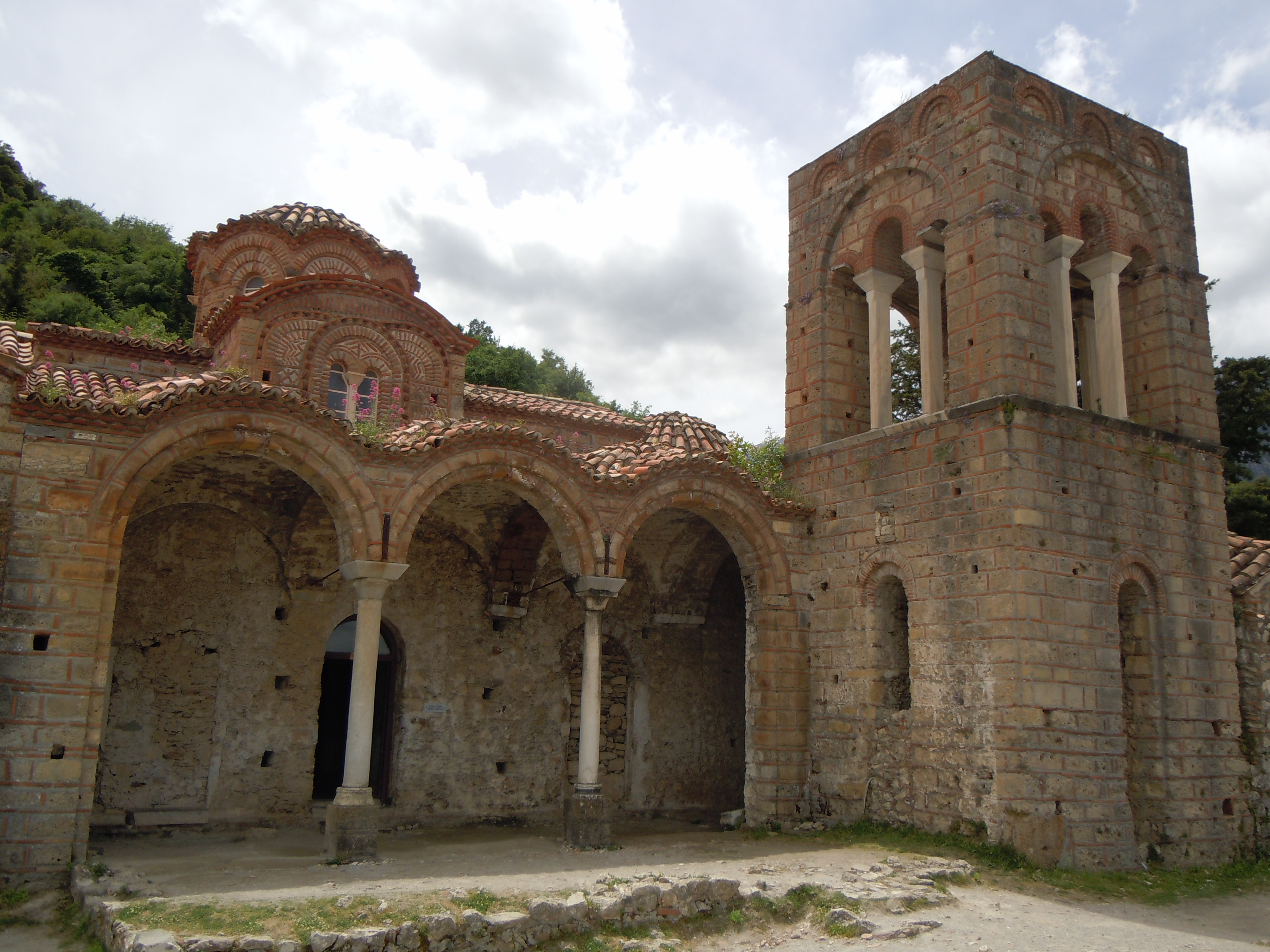
Vue du narthex et de la tour.
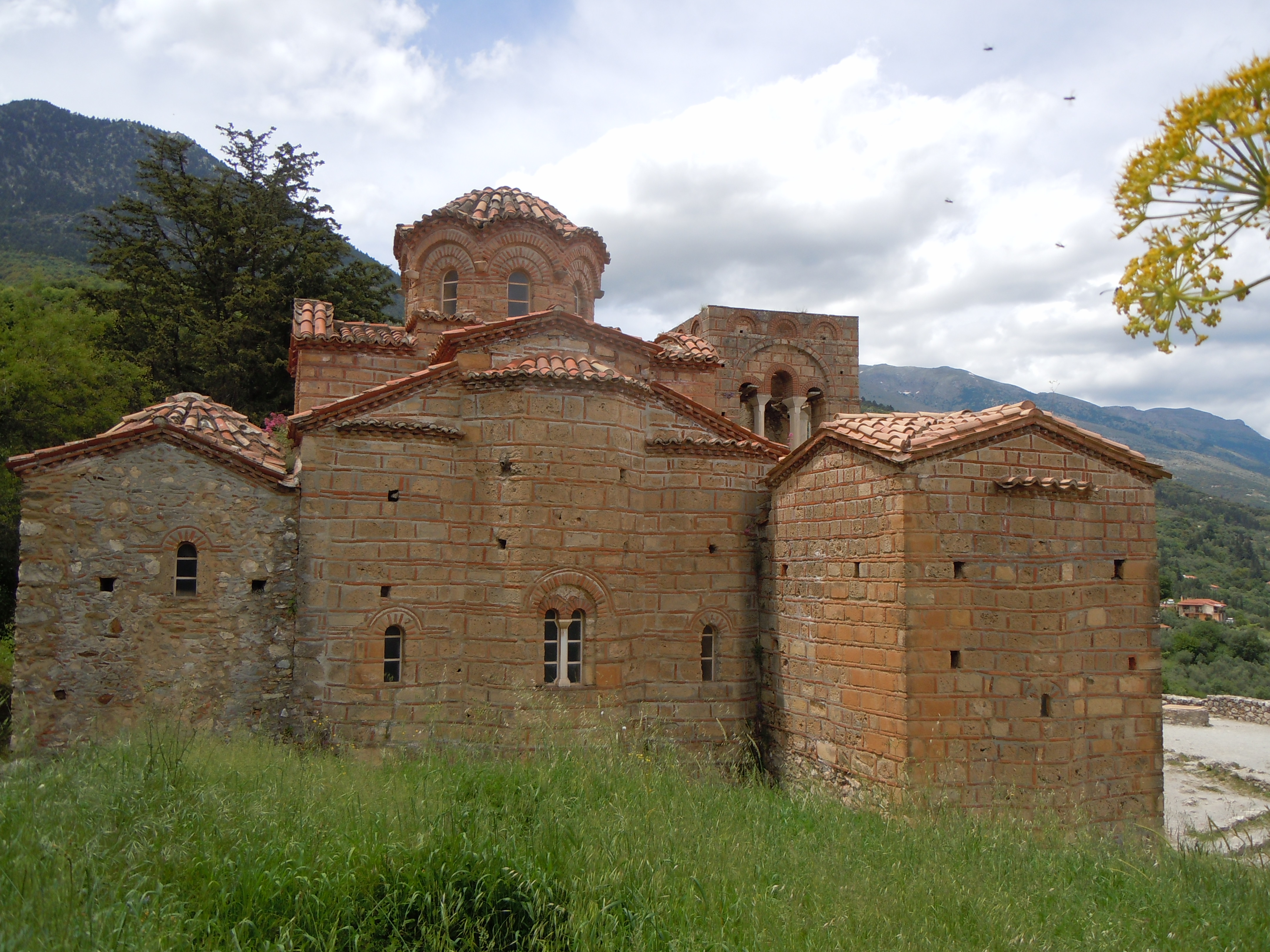
Vue de l'abside coté est.
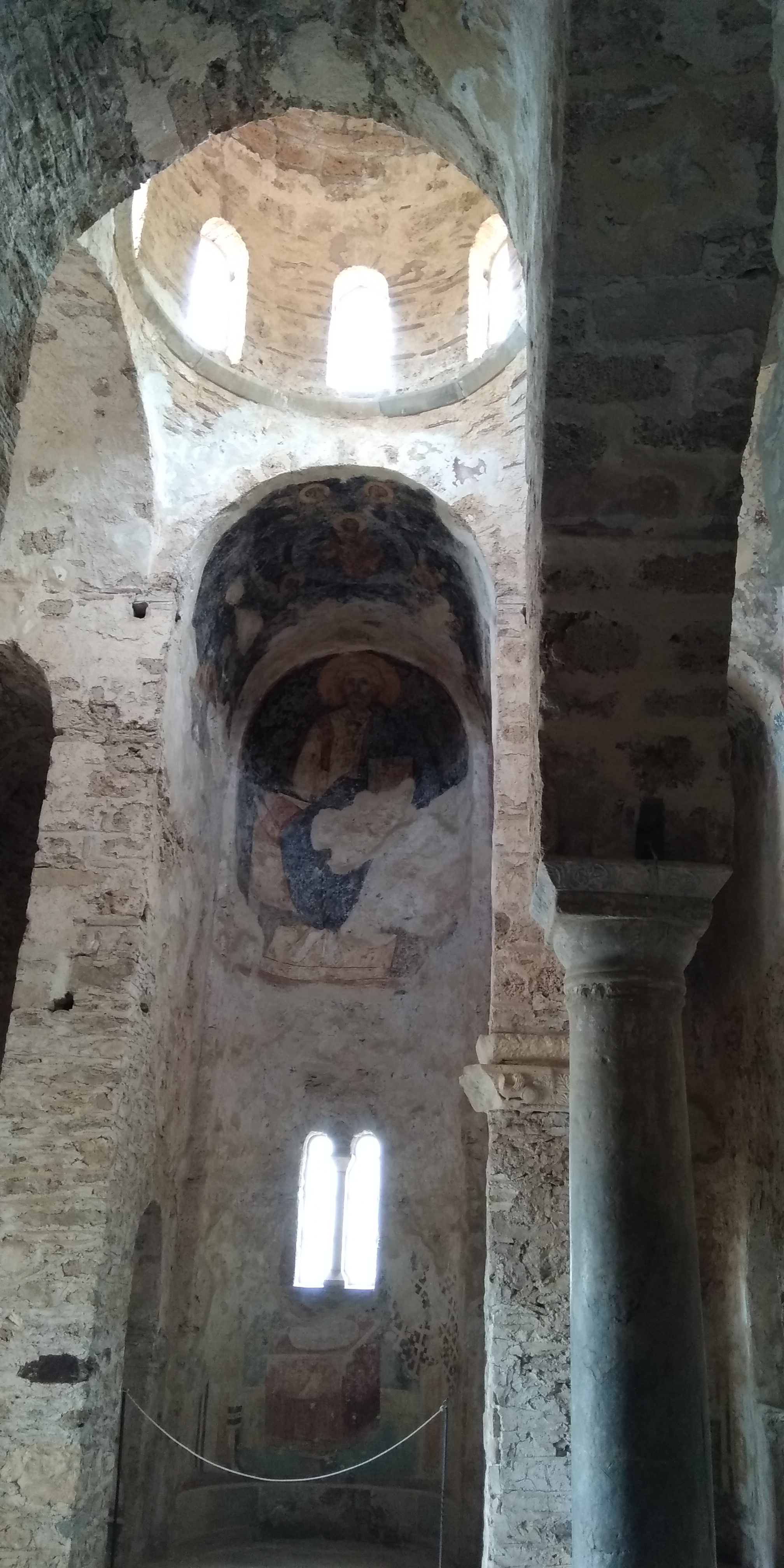
Intérieur de l'église.
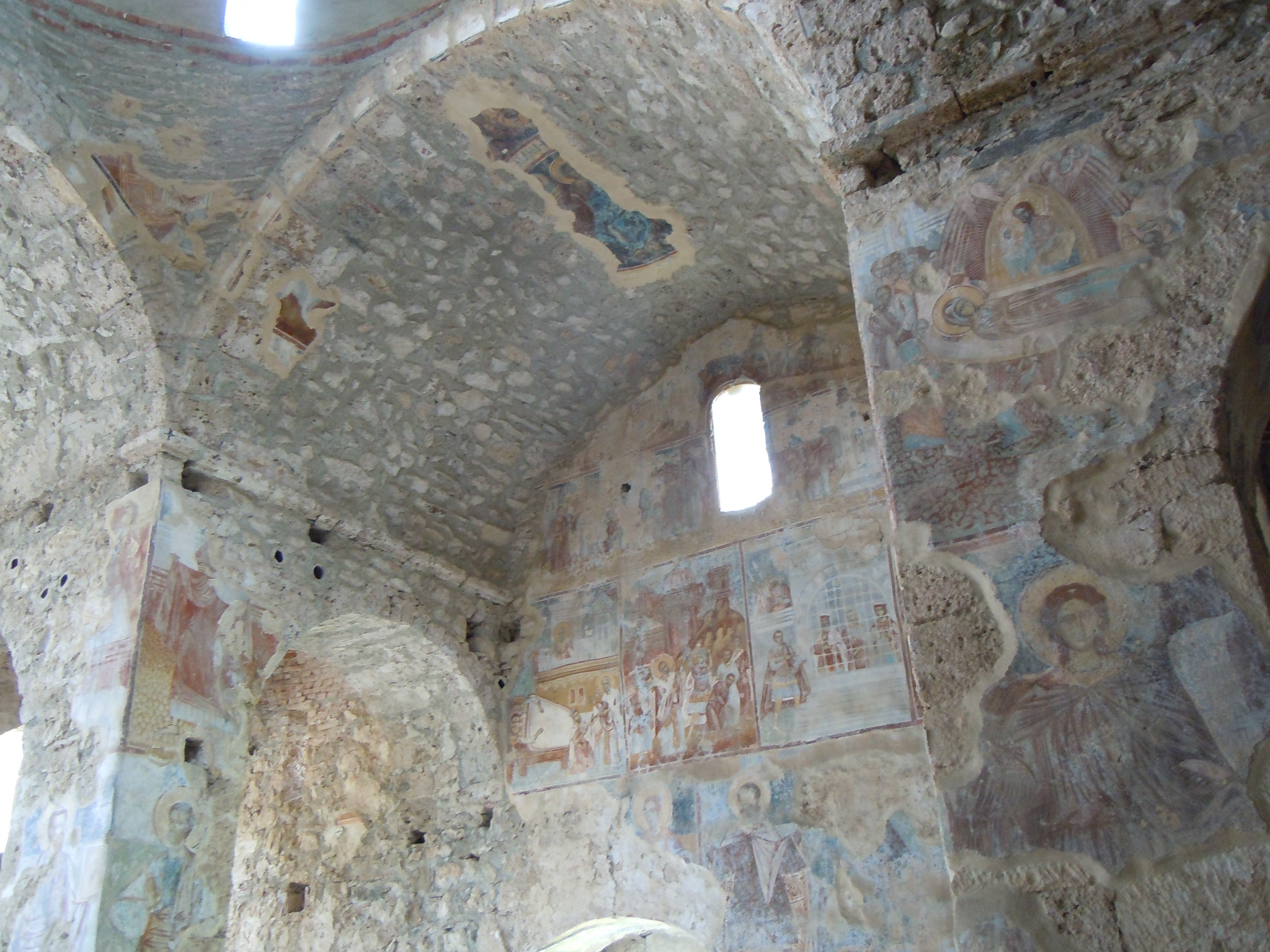
Fresques à l'intérieur de l'église.